# Volleyball Nations League maschile 2021
La Volleyball Nations League 2021 si è svolta dal 28 maggio al 27 giugno 2021: al torneo hanno partecipato sedici squadre nazionali e la vittoria finale è andata per la prima volta al Brasile.

## Regolamento

### Formula
Le squadre sono state divise in due categorie, quella principale e quella secondaria (quest'ultima, in questa edizione, ha compreso Australia, Bulgaria, Canada e Slovenia): tuttavia le squadre hanno disputato un unico torneo senza alcuna distinzione.
Le squadre hanno disputato una prima fase a gironi con formula del girone all'italiana; al termine della prima fase:
- Le prime quattro classificate hanno acceduto alla fase finale, strutturata in semifinali, finale per il terzo posto e finale.
- L'ultima classificata tra le squadre della categoria secondaria è retrocessa.

### Criteri di classifica
Se il risultato finale è stato di 3-0 o 3-1 sono stati assegnati 3 punti alla squadra vincente e 0 a quella sconfitta, se il risultato finale è stato di 3-2 sono stati assegnati 2 punti alla squadra vincente e 1 a quella sconfitta.
L'ordine del posizionamento in classifica è stato definito in base a:
- Numero di partite vinte;
- Punti;
- Ratio dei set vinti/persi;
- Ratio dei punti realizzati/subiti;
- Risultati degli scontri diretti.

## Squadre partecipanti
| Squadra     | Qualificazione              | Ultima partecipazione          |
| ----------- | --------------------------- | ------------------------------ |
| Argentina   | Wild card                   | Volleyball Nations League 2019 |
| Australia   | Wild card                   | Volleyball Nations League 2019 |
| Brasile     | Wild card                   | Volleyball Nations League 2019 |
| Bulgaria    | Wild card                   | Volleyball Nations League 2019 |
| Canada      | Wild card                   | Volleyball Nations League 2019 |
| Francia     | Wild card                   | Volleyball Nations League 2019 |
| Germania    | Wild card                   | Volleyball Nations League 2019 |
| Giappone    | Wild card                   | Volleyball Nations League 2019 |
| Iran        | Wild card                   | Volleyball Nations League 2019 |
| Italia      | Wild card                   | Volleyball Nations League 2019 |
| Paesi Bassi | Wild card                   | Debutto                        |
| Polonia     | Wild card                   | Volleyball Nations League 2019 |
| Russia      | Wild card                   | Volleyball Nations League 2019 |
| Serbia      | Wild card                   | Volleyball Nations League 2019 |
| Slovenia    | 1ª alla Challenger Cup 2019 | Debutto                        |
| Stati Uniti | Wild card                   | Volleyball Nations League 2019 |

## Torneo

### Fase a gironi

#### Prima settimana
| 28 maggio 2021 Rimini Fiera, Rimini Durata: 1h:26 - Spettatori: ? | Francia     | 3 - 0 | Bulgaria  | 27-25, 25-21, 25-23               |
| 28 maggio 2021 Rimini Fiera, Rimini Durata: 1h:25 - Spettatori: ? | Germania    | 3 - 0 | Australia | 25-19, 25-18, 25-16               |
| 28 maggio 2021 Rimini Fiera, Rimini Durata: 1h:37 - Spettatori: ? | Giappone    | 3 - 0 | Iran      | 25-19, 25-22, 26-24               |
| 28 maggio 2021 Rimini Fiera, Rimini Durata: 2h:16 - Spettatori: ? | Serbia      | 3 - 1 | Slovenia  | 22-25, 25-18, 36-34, 25-18        |
| 28 maggio 2021 Rimini Fiera, Rimini Durata: 1h:52 - Spettatori: ? | Paesi Bassi | 1 - 3 | Russia    | 19-25, 22-25, 25-18, 20-25        |
| 28 maggio 2021 Rimini Fiera, Rimini Durata: 1h:35 - Spettatori: ? | Stati Uniti | 3 - 0 | Canada    | 25-17, 26-24, 25-20               |
| 28 maggio 2021 Rimini Fiera, Rimini Durata: 1h:28 - Spettatori: ? | Polonia     | 3 - 0 | Italia    | 25-19, 25-20, 25-18               |
| 28 maggio 2021 Rimini Fiera, Rimini Durata: 1h:42 - Spettatori: ? | Brasile     | 3 - 0 | Argentina | 31-29, 26-24, 25-16               |
| 29 maggio 2021 Rimini Fiera, Rimini Durata: 2h:26 - Spettatori: ? | Germania    | 2 - 3 | Francia   | 25-22, 22-25, 25-22, 16-25, 15-17 |
| 29 maggio 2021 Rimini Fiera, Rimini Durata: 2h:01 - Spettatori: ? | Iran        | 1 - 3 | Russia    | 17-25, 25-20, 20-25, 17-25        |
| 29 maggio 2021 Rimini Fiera, Rimini Durata: 2h:15 - Spettatori: ? | Paesi Bassi | 2 - 3 | Giappone  | 25-22, 25-23, 22-25, 17-25, 8-15  |
| 29 maggio 2021 Rimini Fiera, Rimini Durata: 1h:28 - Spettatori: ? | Australia   | 0 - 3 | Bulgaria  | 21-25, 20-25, 20-25               |
| 29 maggio 2021 Rimini Fiera, Rimini Durata: 2h:06 - Spettatori: ? | Polonia     | 3 - 1 | Serbia    | 26-24, 25-19, 21-25, 25-15        |
| 29 maggio 2021 Rimini Fiera, Rimini Durata: 1h:31 - Spettatori: ? | Italia      | 0 - 3 | Slovenia  | 23-25, 19-25, 15-25               |
| 29 maggio 2021 Rimini Fiera, Rimini Durata: 1h:26 - Spettatori: ? | Argentina   | 0 - 3 | Canada    | 17-25, 21-25, 17-25               |
| 29 maggio 2021 Rimini Fiera, Rimini Durata: 1h:33 - Spettatori: ? | Stati Uniti | 0 - 3 | Brasile   | 22-25, 23-25, 19-25               |
| 30 maggio 2021 Rimini Fiera, Rimini Durata: 1h:59 - Spettatori: ? | Australia   | 1 - 3 | Francia   | 26-28, 25-20, 14-25, 23-25        |
| 30 maggio 2021 Rimini Fiera, Rimini Durata: 1h:40 - Spettatori: ? | Paesi Bassi | 0 - 3 | Iran      | 18-25, 23-25, 28-30               |
| 30 maggio 2021 Rimini Fiera, Rimini Durata: 2h:31 - Spettatori: ? | Germania    | 3 - 2 | Bulgaria  | 19-25, 25-21, 22-25, 30-28, 15-11 |
| 30 maggio 2021 Rimini Fiera, Rimini Durata: 2h:37 - Spettatori: ? | Russia      | 2 - 3 | Giappone  | 26-28, 28-26, 25-20, 21-25, 14-16 |
| 30 maggio 2021 Rimini Fiera, Rimini Durata: 1h:59 - Spettatori: ? | Stati Uniti | 3 - 1 | Argentina | 23-25, 25-21, 25-15, 25-19        |
| 30 maggio 2021 Rimini Fiera, Rimini Durata: 2h:10 - Spettatori: ? | Canada      | 1 - 3 | Brasile   | 17-25, 20-25, 25-22, 25-27        |
| 30 maggio 2021 Rimini Fiera, Rimini Durata: 2h:17 - Spettatori: ? | Polonia     | 1 - 3 | Slovenia  | 22-25, 25-23, 19-25, 23-25        |
| 30 maggio 2021 Rimini Fiera, Rimini Durata: 2h:08 - Spettatori: ? | Serbia      | 3 - 1 | Italia    | 25-23, 22-25, 25-22, 25-18        |

#### Seconda settimana
| 3 giugno 2021 Rimini Fiera, Rimini Durata: 2h:15 - Spettatori: ? | Germania    | 2 - 3 | Argentina   | 19-25, 25-23, 25-17, 23-25, 13-15 |
| 3 giugno 2021 Rimini Fiera, Rimini Durata: 2h:08 - Spettatori: ? | Iran        | 3 - 1 | Canada      | 22-25, 25-22, 25-22, 25-22        |
| 3 giugno 2021 Rimini Fiera, Rimini Durata: 1h:58 - Spettatori: ? | Giappone    | 1 - 3 | Serbia      | 25-18, 23-25, 22-25, 13-25        |
| 3 giugno 2021 Rimini Fiera, Rimini Durata: 1h:58 - Spettatori: ? | Brasile     | 0 - 3 | Francia     | 37-39, 18-25, 28-30               |
| 3 giugno 2021 Rimini Fiera, Rimini Durata: 1h:20 - Spettatori: ? | Paesi Bassi | 0 - 3 | Slovenia    | 18-25, 15-25, 18-25               |
| 3 giugno 2021 Rimini Fiera, Rimini Durata: 1h:17 - Spettatori: ? | Australia   | 0 - 3 | Polonia     | 16-25, 10-25, 12-25               |
| 3 giugno 2021 Rimini Fiera, Rimini Durata: 2h:17 - Spettatori: ? | Italia      | 3 - 2 | Bulgaria    | 25-19, 20-25, 25-13, 23-25, 15-12 |
| 3 giugno 2021 Rimini Fiera, Rimini Durata: 2h:07 - Spettatori: ? | Russia      | 3 - 1 | Stati Uniti | 25-22, 25-19, 17-25, 25-19        |
| 4 giugno 2021 Rimini Fiera, Rimini Durata: 1h:38 - Spettatori: ? | Argentina   | 0 - 3 | Slovenia    | 19-25, 22-25, 18-25               |
| 4 giugno 2021 Rimini Fiera, Rimini Durata: 2h:22 - Spettatori: ? | Paesi Bassi | 3 - 2 | Germania    | 25-18, 23-25, 25-20, 23-25, 15-13 |
| 4 giugno 2021 Rimini Fiera, Rimini Durata: 1h:24 - Spettatori: ? | Brasile     | 3 - 0 | Giappone    | 25-20, 25-16, 25-20               |
| 4 giugno 2021 Rimini Fiera, Rimini Durata: 2h:17 - Spettatori: ? | Iran        | 3 - 2 | Italia      | 22-25, 24-26, 25-22, 25-23, 15-9  |
| 4 giugno 2021 Rimini Fiera, Rimini Durata: 2h:23 - Spettatori: ? | Polonia     | 3 - 1 | Stati Uniti | 26-24, 29-27, 21-25, 25-22        |
| 4 giugno 2021 Rimini Fiera, Rimini Durata: 1h:33 - Spettatori: ? | Russia      | 3 - 0 | Australia   | 25-17, 28-26, 25-17               |
| 4 giugno 2021 Rimini Fiera, Rimini Durata: 1h:41 - Spettatori: ? | Canada      | 3 - 0 | Bulgaria    | 25-19, 26-24, 25-21               |
| 4 giugno 2021 Rimini Fiera, Rimini Durata: 1h:39 - Spettatori: ? | Canada      | 3 - 0 | Bulgaria    | 28-26, 25-23, 25-16               |
| 5 giugno 2021 Rimini Fiera, Rimini Durata: 1h:37 - Spettatori: ? | Paesi Bassi | 0 - 3 | Argentina   | 19-25, 20-25, 23-25               |
| 5 giugno 2021 Rimini Fiera, Rimini Durata: 2h:09 - Spettatori: ? | Slovenia    | 1 - 3 | Germania    | 25-19, 20-25, 21-25, 20-25        |
| 5 giugno 2021 Rimini Fiera, Rimini Durata: 2h:31 - Spettatori: ? | Francia     | 3 - 2 | Giappone    | 21-25, 25-22, 24-26, 25-21, 15-11 |
| 5 giugno 2021 Rimini Fiera, Rimini Durata: 2h:06 - Spettatori: ? | Brasile     | 3 - 1 | Serbia      | 23-25, 25-23, 25-15, 25-22        |
| 5 giugno 2021 Rimini Fiera, Rimini Durata: 2h:03 - Spettatori: ? | Russia      | 1 - 3 | Polonia     | 25-21, 19-25, 19-25, 14-25        |
| 5 giugno 2021 Rimini Fiera, Rimini Durata: 1h:33 - Spettatori: ? | Stati Uniti | 3 - 0 | Australia   | 25-23, 25-20, 25-17               |
| 5 giugno 2021 Rimini Fiera, Rimini Durata: 1h:46 - Spettatori: ? | Bulgaria    | 0 - 3 | Iran        | 20-25, 31-33, 22-25               |
| 5 giugno 2021 Rimini Fiera, Rimini Durata: 2h:34 - Spettatori: ? | Canada      | 2 - 3 | Italia      | 19-25, 21-25, 25-21, 28-26, 11-15 |

#### Terza settimana
| 9 giugno 2021 Rimini Fiera, Rimini Durata: 1h:58 - Spettatori: ?  | Serbia      | 3 - 1 | Germania    | 19-25, 25-22, 25-18, 25-15        |
| 9 giugno 2021 Rimini Fiera, Rimini Durata: 2h:21 - Spettatori: ?  | Giappone    | 3 - 1 | Australia   | 25-18, 21-25, 28-26, 26-24        |
| 9 giugno 2021 Rimini Fiera, Rimini Durata: 2h:11 - Spettatori: ?  | Francia     | 3 - 1 | Russia      | 22-25, 25-18, 30-28, 25-19        |
| 9 giugno 2021 Rimini Fiera, Rimini Durata: 1h:26 - Spettatori: ?  | Slovenia    | 3 - 0 | Canada      | 25-22, 25-19, 25-22               |
| 9 giugno 2021 Rimini Fiera, Rimini Durata: 1h:36 - Spettatori: ?  | Argentina   | 0 - 3 | Italia      | 28-30, 21-25, 20-25               |
| 9 giugno 2021 Rimini Fiera, Rimini Durata: 1h:38 - Spettatori: ?  | Iran        | 3 - 0 | Stati Uniti | 25-19, 25-23, 25-23               |
| 9 giugno 2021 Rimini Fiera, Rimini Durata: 1h:14 - Spettatori: ?  | Polonia     | 3 - 0 | Bulgaria    | 25-19, 25-15, 25-12               |
| 9 giugno 2021 Rimini Fiera, Rimini Durata: 1h:33 - Spettatori: ?  | Paesi Bassi | 0 - 3 | Brasile     | 19-25, 22-25, 25-27               |
| 10 giugno 2021 Rimini Fiera, Rimini Durata: 2h:20 - Spettatori: ? | Serbia      | 3 - 2 | Iran        | 21-25, 25-15, 26-28, 25-22, 15-8  |
| 10 giugno 2021 Rimini Fiera, Rimini Durata: 2h:10 - Spettatori: ? | Russia      | 3 - 1 | Canada      | 25-18, 25-18, 23-25, 25-23        |
| 10 giugno 2021 Rimini Fiera, Rimini Durata: 2h:02 - Spettatori: ? | Francia     | 2 - 3 | Slovenia    | 25-17, 25-19, 23-25, 19-25, 9-15  |
| 10 giugno 2021 Rimini Fiera, Rimini Durata: 1h:20 - Spettatori: ? | Argentina   | 3 - 0 | Australia   | 25-18, 25-19, 25-20               |
| 10 giugno 2021 Rimini Fiera, Rimini Durata: 1h:37 - Spettatori: ? | Germania    | 0 - 3 | Stati Uniti | 12-25, 18-25, 27-29               |
| 10 giugno 2021 Rimini Fiera, Rimini Durata: 1h:18 - Spettatori: ? | Bulgaria    | 0 - 3 | Brasile     | 16-25, 22-25, 12-25               |
| 10 giugno 2021 Rimini Fiera, Rimini Durata: 2h:25 - Spettatori: ? | Giappone    | 3 - 2 | Italia      | 21-25, 25-22, 22-25, 25-15, 15-9  |
| 10 giugno 2021 Rimini Fiera, Rimini Durata: 1h:16 - Spettatori: ? | Polonia     | 3 - 0 | Paesi Bassi | 25-14, 25-17, 25-16               |
| 11 giugno 2021 Rimini Fiera, Rimini Durata: 2h:10 - Spettatori: ? | Iran        | 2 - 3 | Germania    | 25-23, 20-25, 19-25, 25-19, 13-15 |
| 11 giugno 2021 Rimini Fiera, Rimini Durata: 2h:33 - Spettatori: ? | Slovenia    | 3 - 2 | Russia      | 19-25, 25-23, 22-25, 25-20, 15-8  |
| 11 giugno 2021 Rimini Fiera, Rimini Durata: 2h:14 - Spettatori: ? | Giappone    | 1 - 3 | Argentina   | 32-30, 16-25, 18-25, 21-25        |
| 11 giugno 2021 Rimini Fiera, Rimini Durata: 2h:09 - Spettatori: ? | Paesi Bassi | 2 - 3 | Bulgaria    | 18-25, 25-18, 25-17, 22-25, 13-15 |
| 11 giugno 2021 Rimini Fiera, Rimini Durata: 1h:31 - Spettatori: ? | Australia   | 0 - 3 | Italia      | 20-25, 22-25, 14-25               |
| 11 giugno 2021 Rimini Fiera, Rimini Durata: 2h:07 - Spettatori: ? | Stati Uniti | 1 - 3 | Serbia      | 23-25, 17-25, 25-19, 25-27        |
| 11 giugno 2021 Rimini Fiera, Rimini Durata: 1h:54 - Spettatori: ? | Canada      | 1 - 3 | Francia     | 25-20, 21-25, 22-25, 17-25        |
| 11 giugno 2021 Rimini Fiera, Rimini Durata: 1h:41 - Spettatori: ? | Polonia     | 0 - 3 | Brasile     | 17-25, 26-28, 19-25               |

#### Quarta settimana
| 15 giugno 2021 Rimini Fiera, Rimini Durata: 2h:12 - Spettatori: ? | Russia      | 3 - 1 | Serbia      | 25-23, 25-22, 22-25, 25-21        |
| 15 giugno 2021 Rimini Fiera, Rimini Durata: 2h:26 - Spettatori: ? | Iran        | 2 - 3 | Australia   | 23-25, 22-25, 25-23, 25-18, 12-15 |
| 15 giugno 2021 Rimini Fiera, Rimini Durata: 1h:52 - Spettatori: ? | Paesi Bassi | 3 - 1 | Francia     | 25-20, 16-25, 25-18, 25-18        |
| 15 giugno 2021 Rimini Fiera, Rimini Durata: 1h:31 - Spettatori: ? | Argentina   | 3 - 0 | Bulgaria    | 25-18, 25-22, 25-20               |
| 15 giugno 2021 Rimini Fiera, Rimini Durata: 1h:28 - Spettatori: ? | Giappone    | 0 - 3 | Germania    | 15-25, 18-25, 21-25               |
| 15 giugno 2021 Rimini Fiera, Rimini Durata: 1h:33 - Spettatori: ? | Canada      | 0 - 3 | Polonia     | 22-25, 23-25, 19-25               |
| 15 giugno 2021 Rimini Fiera, Rimini Durata: 2h:14 - Spettatori: ? | Brasile     | 3 - 2 | Slovenia    | 15-25, 25-22, 19-25, 25-13, 15-12 |
| 15 giugno 2021 Rimini Fiera, Rimini Durata: ? - Spettatori: ?     | Italia      | 3 - 2 | Stati Uniti | 15-25, 22-25, 28-26, 25-23, 19-17 |
| 16 giugno 2021 Rimini Fiera, Rimini Durata: 2h:09 - Spettatori: ? | Argentina   | 1 - 3 | Russia      | 19-25, 23-25, 25-21, 19-25        |
| 16 giugno 2021 Rimini Fiera, Rimini Durata: 1h:27 - Spettatori: ? | Serbia      | 3 - 0 | Bulgaria    | 25-20, 25-17, 25-17               |
| 16 giugno 2021 Rimini Fiera, Rimini Durata: 1h:55 - Spettatori: ? | Slovenia    | 3 - 1 | Australia   | 18-25, 25-18, 25-18, 25-17        |
| 16 giugno 2021 Rimini Fiera, Rimini Durata: 1h:23 - Spettatori: ? | Giappone    | 0 - 3 | Polonia     | 14-25, 18-25, 19-25               |
| 16 giugno 2021 Rimini Fiera, Rimini Durata: 1h:59 - Spettatori: ? | Paesi Bassi | 1 - 3 | Italia      | 19-25, 23-25, 25-23, 21-25        |
| 16 giugno 2021 Rimini Fiera, Rimini Durata: 1h:38 - Spettatori: ? | Canada      | 3 - 0 | Germania    | 25-17, 26-24, 25-21               |
| 16 giugno 2021 Rimini Fiera, Rimini Durata: 2h:15 - Spettatori: ? | Stati Uniti | 1 - 3 | Francia     | 23-25, 25-22, 29-31, 22-25        |
| 16 giugno 2021 Rimini Fiera, Rimini Durata: 2h:04 - Spettatori: ? | Iran        | 1 - 3 | Brasile     | 19-25, 25-23, 19-25, 21-25        |
| 17 giugno 2021 Rimini Fiera, Rimini Durata: 1h:40 - Spettatori: ? | Argentina   | 3 - 0 | Serbia      | 27-25, 25-20, 26-24               |
| 17 giugno 2021 Rimini Fiera, Rimini Durata: 1h:28 - Spettatori: ? | Bulgaria    | 0 - 3 | Russia      | 17-25, 22-25, 17-25               |
| 17 giugno 2021 Rimini Fiera, Rimini Durata: 1h:39 - Spettatori: ? | Giappone    | 0 - 3 | Canada      | 22-25, 23-25, 18-25               |
| 17 giugno 2021 Rimini Fiera, Rimini Durata: 1h:29 - Spettatori: ? | Australia   | 0 - 3 | Brasile     | 17-25, 22-25, 12-25               |
| 17 giugno 2021 Rimini Fiera, Rimini Durata: 2h:10 - Spettatori: ? | Iran        | 1 - 3 | Slovenia    | 25-14, 20-25, 19-25, 30-32        |
| 17 giugno 2021 Rimini Fiera, Rimini Durata: 2h:16 - Spettatori: ? | Paesi Bassi | 2 - 3 | Stati Uniti | 25-21, 17-25, 25-23, 15-25, 13-15 |
| 17 giugno 2021 Rimini Fiera, Rimini Durata: 2h:13 - Spettatori: ? | Francia     | 2 - 3 | Italia      | 19-25, 25-22, 20-25, 25-21, 12-15 |
| 17 giugno 2021 Rimini Fiera, Rimini Durata: 1h:32 - Spettatori: ? | Germania    | 0 - 3 | Polonia     | 22-25, 19-25, 20-25               |

#### Quinta settimana
| 21 giugno 2021 Rimini Fiera, Rimini Durata: 1h:51 - Spettatori: ? | Australia   | 1 - 3 | Serbia      | 16-25, 13-25, 25-19, 15-25        |
| 21 giugno 2021 Rimini Fiera, Rimini Durata: 1h:26 - Spettatori: ? | Giappone    | 3 - 0 | Bulgaria    | 25-23, 25-18, 25-14               |
| 21 giugno 2021 Rimini Fiera, Rimini Durata: 1h:19 - Spettatori: ? | Francia     | 3 - 0 | Iran        | 25-21, 25-21, 25-19               |
| 21 giugno 2021 Rimini Fiera, Rimini Durata: 1h:19 - Spettatori: ? | Canada      | 3 - 0 | Paesi Bassi | 25-16, 25-16, 25-19               |
| 21 giugno 2021 Rimini Fiera, Rimini Durata: 2h:16 - Spettatori: ? | Brasile     | 3 - 1 | Italia      | 25-19, 32-30, 22-25, 25-20        |
| 21 giugno 2021 Rimini Fiera, Rimini Durata: 2h:41 - Spettatori: ? | Slovenia    | 3 - 2 | Stati Uniti | 28-30, 25-19, 21-25, 28-26, 15-13 |
| 21 giugno 2021 Rimini Fiera, Rimini Durata: 1h:30 - Spettatori: ? | Polonia     | 3 - 0 | Argentina   | 25-21, 25-22, 25-18               |
| 21 giugno 2021 Rimini Fiera, Rimini Durata: 1h:59 - Spettatori: ? | Germania    | 1 - 3 | Russia      | 18-25, 18-25, 25-23, 15-25        |
| 22 giugno 2021 Rimini Fiera, Rimini Durata: 1h:25 - Spettatori: ? | Canada      | 3 - 0 | Australia   | 25-17, 25-8, 25-20                |
| 22 giugno 2021 Rimini Fiera, Rimini Durata: 2h:20 - Spettatori: ? | Serbia      | 3 - 2 | Paesi Bassi | 25-21, 21-25, 25-18, 21-25, 17-15 |
| 22 giugno 2021 Rimini Fiera, Rimini Durata: 1h:28 - Spettatori: ? | Bulgaria    | 0 - 3 | Stati Uniti | 19-25, 24-26, 9-25                |
| 22 giugno 2021 Rimini Fiera, Rimini Durata: 1h:30 - Spettatori: ? | Iran        | 0 - 3 | Polonia     | 20-25, 20-25, 16-25               |
| 22 giugno 2021 Rimini Fiera, Rimini Durata: 1h:35 - Spettatori: ? | Giappone    | 0 - 3 | Slovenia    | 16-25, 16-25, 26-28               |
| 22 giugno 2021 Rimini Fiera, Rimini Durata: 1h:34 - Spettatori: ? | Francia     | 3 - 0 | Argentina   | 26-24, 25-21, 25-22               |
| 22 giugno 2021 Rimini Fiera, Rimini Durata: 1h:50 - Spettatori: ? | Brasile     | 3 - 0 | Germania    | 25-21, 25-21, 25-23               |
| 22 giugno 2021 Rimini Fiera, Rimini Durata: 2h:18 - Spettatori: ? | Russia      | 3 - 2 | Italia      | 25-21, 16-25, 25-17, 19-25, 15-12 |
| 23 giugno 2021 Rimini Fiera, Rimini Durata: 1h:27 - Spettatori: ? | Australia   | 0 - 3 | Paesi Bassi | 23-25, 19-25, 19-25               |
| 23 giugno 2021 Rimini Fiera, Rimini Durata: 2h:36 - Spettatori: ? | Canada      | 3 - 2 | Serbia      | 17-25, 21-25, 25-17, 25-20, 17-15 |
| 23 giugno 2021 Rimini Fiera, Rimini Durata: 1h:39 - Spettatori: ? | Stati Uniti | 3 - 0 | Giappone    | 25-21, 25-23, 25-20               |
| 23 giugno 2021 Rimini Fiera, Rimini Durata: 2h:13 - Spettatori: ? | Francia     | 3 - 2 | Polonia     | 25-22, 21-25, 22-25, 25-20, 15-11 |
| 23 giugno 2021 Rimini Fiera, Rimini Durata: 2h:24 - Spettatori: ? | Iran        | 1 - 3 | Argentina   | 31-33, 23-25, 32-30, 18-25        |
| 23 giugno 2021 Rimini Fiera, Rimini Durata: 1h:23 - Spettatori: ? | Slovenia    | 3 - 0 | Bulgaria    | 25-23, 25-16, 25-18               |
| 23 giugno 2021 Rimini Fiera, Rimini Durata: 2h:35 - Spettatori: ? | Italia      | 3 - 2 | Germania    | 25-12, 24-26, 25-22, 21-25, 15-13 |
| 23 giugno 2021 Rimini Fiera, Rimini Durata: 1h:42 - Spettatori: ? | Brasile     | 0 - 3 | Russia      | 21-25, 26-28, 20-25               |

#### Classifica
| Pos. | Squadra     | Pt | G  | V  | P  | SV | SP | Ratio | PF    | PS    | Ratio |
| ---- | ----------- | -- | -- | -- | -- | -- | -- | ----- | ----- | ----- | ----- |
| 1.   | Brasile     | 38 | 15 | 13 | 2  | 39 | 12 | 3,250 | 1 260 | 1 102 | 1,143 |
| 2.   | Polonia     | 37 | 15 | 12 | 3  | 39 | 11 | 3,545 | 1 200 | 985   | 1,218 |
| 3.   | Slovenia    | 34 | 15 | 12 | 3  | 40 | 18 | 2,222 | 1 342 | 1 222 | 1,098 |
| 4.   | Francia     | 34 | 15 | 11 | 4  | 41 | 22 | 1,863 | 1 472 | 1 382 | 1,065 |
| 5.   | Russia      | 34 | 15 | 11 | 4  | 39 | 21 | 1,857 | 1 380 | 1 293 | 1,067 |
| 6.   | Serbia      | 28 | 15 | 10 | 5  | 35 | 27 | 1,296 | 1 419 | 1 341 | 1,058 |
| 7.   | Stati Uniti | 24 | 15 | 8  | 7  | 29 | 24 | 1,208 | 1 239 | 1 159 | 1,069 |
| 8.   | Canada      | 21 | 15 | 7  | 8  | 27 | 26 | 1,038 | 1 198 | 1 170 | 1,023 |
| 9.   | Argentina   | 20 | 15 | 7  | 8  | 23 | 29 | 0,793 | 1 188 | 1 222 | 0,972 |
| 10.  | Italia      | 19 | 15 | 7  | 8  | 28 | 33 | 0,848 | 1 335 | 1 345 | 0,992 |
| 11.  | Giappone    | 19 | 15 | 7  | 8  | 25 | 31 | 0,806 | 1 226 | 1 266 | 0,968 |
| 12.  | Iran        | 18 | 15 | 5  | 10 | 25 | 32 | 0,781 | 1 286 | 1 349 | 0,953 |
| 13.  | Germania    | 14 | 15 | 4  | 11 | 22 | 38 | 0,578 | 1 255 | 1 360 | 0,922 |
| 14.  | Paesi Bassi | 11 | 15 | 3  | 12 | 19 | 40 | 0,475 | 1 214 | 1 354 | 0,896 |
| 15.  | Bulgaria    | 7  | 15 | 2  | 13 | 11 | 41 | 0,268 | 1 037 | 1 238 | 0,837 |
| 16.  | Australia   | 2  | 15 | 1  | 14 | 7  | 44 | 0,159 | 980   | 1 243 | 0,788 |

      Qualificata alle semifinali.
      Retrocessa.

### Fase finale
|  | Semifinali | Semifinali | Semifinali |         |         | Finale          | Finale          | Finale          |  |
|  |            |            |            |         |         |                 |                 |                 |  |
|  | 1          | Brasile    | 3          |         |         |                 |                 |                 |  |
|  | 1          | Brasile    | 3          |         |         |                 |                 |                 |  |
|  | 4          | Francia    | 0          |         |         |                 |                 |                 |  |
|  | 4          | Francia    | 0          |         | Brasile | Brasile         | 3               |                 |  |
|  |            |            |            |         | Brasile | Brasile         | 3               |                 |  |
|  |            |            | Polonia    | Polonia | 1       |                 |                 |                 |  |
|  | 2          | Polonia    | Polonia    | Polonia | 1       | 3               |                 |                 |  |
|  | 2          | Polonia    |            |         |         | 3               |                 |                 |  |
|  | 3          | Slovenia   | 0          |         |         | Finale 3º posto | Finale 3º posto | Finale 3º posto |  |
|  | 3          | Slovenia   | 0          |         |         |                 |                 |                 |  |
|  |            |            |            |         |         |                 |                 |                 |  |
|  |            |            |            |         |         | Francia         | Francia         | 3               |  |
|  |            |            |            |         |         | Francia         | Francia         | 3               |  |
|  |            |            |            |         |         | Slovenia        | Slovenia        | 0               |  |

#### Semifinali
| 26 giugno 2021 Rimini Fiera, Rimini Durata: 1h:30 - Spettatori: ? | Brasile | 3 - 0 | Francia  | 25-20, 25-18, 25-19 |
| 26 giugno 2021 Rimini Fiera, Rimini Durata: 1h:46 - Spettatori: ? | Polonia | 3 - 0 | Slovenia | 25-22, 25-21, 25-23 |

#### Finale 3º posto
| 27 giugno 2021 Rimini Fiera, Rimini Durata: 1h:30 - Spettatori: ? | Francia | 3 - 0 | Slovenia | 25-20, 25-18, 25-19 |

#### Finale
| 27 giugno 2021 Rimini Fiera, Rimini Durata: 2h:09 - Spettatori: ? | Brasile | 3 - 1 | Polonia | 22-25, 25-23, 25-16, 25-14 |

## Classifica finale
| Pos     | Squadra     | Rosa |
| ------- | ----------- | --- |
| Oro     | Brasile     | Formazione: 1 de Rezende, 3 Ferreira, 5 Silva, 6 Kreling, 8 W. de Souza, 9 Leal, 10 dos Santos, 11 Vaccari, 12 Santos, 13 M. de Souza, 14 D. de Souza, 15 Nascimento, 16 Saatkamp, 17 Hoss, 18 Lucarelli, 19 Roque, 21 A. de Souza, 23 Gualberto, CT: Schwanke |
| Argento | Polonia     | Formazione: 1 Nowakowski, 2 Muzaj, 4 Komenda, 5 Kaczmarek, 6 Kurek, 9 León, 10 Wojtaszek, 11 Drzyzga, 12 Łomacz, 13 Kubiak, 14 Śliwka, 15 Kochanowski, 16 Semeniuk, 17 Zatorski, 19 Janusz, 20 Bieniek, 21 Fornal, 22 Bednorz, 77 Kłos, 99 Huber, CT: Heynen   |
| Bronzo  | Francia     | Formazione: 1 Chinenyeze, 2 Grebennikov, 4 Patry, 6 Toniutti, 7 K. Tillie, 8 Lyneel, 9 N'Gapeth, 11 Brizard, 12 Boyer, 14 Le Goff, 16 Bultor, 17 Clévenot, 18 Rossard, 19 Louati, 20 Diez, 21 Faure, 23 Meyer, 24 Gueye, CT: L. Tillie                         |
| 4       | Slovenia    | Formazione: 1 T. Štern, 2 Pajenk, 3 Pernuš, 4 Kozamernik, 5 Šket, 6 Gasparini, 9 Vinčić, 10 Štalekar, 11 Ž. Štern, 12 Klobučar, 13 Kovačič, 15 Videčnik, 16 Ropret, 17 Urnaut, 18 Čebulj, 19 Možič, CT: Giuliani                                               |
| 5       | Russia      | Formazione: 1 Podlesnych, 2 Vlasov, 4 Vol'vič, 5 Sëmyšev, 6 Baranov, 7 Volkov, 9 Jakovlev, 10 Bogdan, 11 Pankov, 13 Musėrskij, 15 Poletaev, 17 Michajlov, 18 Kljuka, 20 Kurkaev, 24 Kobzar', 27 Golubev, CT: Sammelvuo                                         |
| 6       | Serbia      | Formazione: 2 Kovačević, 3 Kapur, 6 Peković, 7 Krsmanović, 8 Ivović, 9 Jovović, 10 Kujundžić, 11 Batak, 12 Perić, 13 Simić, 14 Atanasijević, 16 Luburić, 18 Podraščanin, 20 Lisinac, 21 Todorović, 23 Vučićević, 26 D. Kovač, CT: S. Kovač                     |
| 7       | Stati Uniti | Formazione: 1 Anderson, 3 T. Sander, 4 Jendryk, 5 Ensing, 6 Stahl, 7 Shoji, 8 DeFalco, 9 Hanes, 11 Christenson, 12 Holt, 13 Patch, 15 B. Sander, 16 Tuaniga, 17 Jaeschke, 18 Muagututia, 19 Averill, 20 Smith, 21 Watten, 22 Shoji, CT: Speraw                 |
| 8       | Canada      | Formazione: 1 Sanders, 2 Perrin, 3 Marshall, 4 N. Hoag, 6 Pereira, 7 Maar, 8 Blankenau, 10 Sclater, 11 Jansen VanDoorn, 12 Van Berkel, 13 Vernon-Evans, 14 Loeppky, 17 Vigrass, 19 Bann, 20 Szwarc, 21 Walsh, 23 Demyanenko, CT: G. Hoag                       |
| 9       | Argentina   | Formazione: 1 Sánchez, 2 Pereyra, 3 Martínez, 5 Uriarte, 6 Poglajen, 7 Conte, 8 Loser, 9 Danani, 10 Lazo, 11 Solé, 12 Lima, 13 Palacios, 14 Crer, 15 De Cecco, 16 Palonsky, 17 N. Méndez, 18 Ramos, 19 Massimino, CT: M. Méndez                                |
| 10      | Italia      | Formazione: 1 Gardini, 7 Balaso, 11 Galassi, 15 Sbertoli, 18 Michieletto, 20 Nelli, 21 Spirito, 23 Pinali, 24 Cavuto, 25 Vitelli, 26 Cortesia, 27 Scanferla, 28 Recine, 29 Bottolo, 30 Mosca, 31 Federici, CT: Valentini                                       |
| 11      | Giappone    | Formazione: 1 Shimizu, 2 Onodera, 3 Fujii, 4 Ōtake, 5 Fukuzawa, 6 Yamauchi, 11 Nishida, 12 Sekita, 13 Oya, 14 Ishikawa, 15 Ri, 16 K. Takahashi, 17 Takanashi, 19 Ōtsuka, 20 Yamamoto, 21 R. Takahashi, 24 Ogawa, CT: Nakagaichi                                |
| 12      | Iran        | Formazione: 2 Ebadipour, 3 Abedini, 4 Marouf, 6 Mousavi, 7 Fayazi, 8 Hazratpour, 9 Gholami, 10 Ghafour, 11 Kazemi, 12 Sharifi, 15 Mojarad, 16 Shafiei, 17 Salehi, 18 Vadi, 21 Salehi, 22 Esfandiar, 23 Saadat, 24 Karimi, CT: Alekno                           |
| 13      | Germania    | Formazione: 1 Fromm, 3 Schott, 5 Reichert, 6 Kaliberda, 7 Sossenheimer, 8 Böhme, 10 Zenger, 13 Hirsch, 15 Baxpöhler, 16 Burggräf, 17 Zimmermann, 18 Krage, 19 Röhrs, 20 Weber, 21 Krick, 25 Maase, CT: Giani                                                   |
| 14      | Paesi Bassi | Formazione: 2 Keemink, 4 ter Horst, 5 van der Ent, 6 Dronkers, 7 Jorna, 8 Plak, 10 van Zeist, 12 Tuinstra, 13 Ottevanger, 14 Abdel-Aziz, 15 van Solkema, 17 Parkinson, 18 Andringa, 19 de Weijer, 21 Van Schie, 22 Wiltenburg, 25 van Tilburg, CT: Piazza      |
| 15      | Bulgaria    | Formazione: 1 Karjagin, 2 Chavdarov, 3 Kolev, 4 Atanasov, 6 Stankov, 9 Seganov, 10 Stankov, 11 Grozdanov, 12 Petrov, 14 Asparuhov, 15 Lyutskanov, 16 V. Ivanov, 19 Sokolov, 22 Kartev, 24 M. Ivanov, 25 Parapunov, 26 S. Ivanov, CT: Prandi                    |
| 16      | Australia   | Formazione: 1 Graham, 2 Dosanjh, 3 Macdonald, 7 Weir, 8 O'Dea, 11 Perry, 12 Mote, 15 Smith, 16 Douglas-Powell, 21 Butler, 27 Senica, 28 Taylor, 29 Garrett, 31 Aubrey, 32 Azeez, 33 Flowerday, 34 Greber, CT: Miranda                                          |

## Premi individuali
| Premio                | Nome              | Squadra |
| --------------------- | ----------------- | ------- |
| MVP                   | Wallace de Souza  | Brasile |
| MVP                   | Bartosz Kurek     | Polonia |
| Miglior palleggiatore | Fabian Drzyzga    | Polonia |
| Miglior opposto       | Wallace de Souza  | Brasile |
| Miglior opposto       | Bartosz Kurek     | Polonia |
| Miglior schiacciatore | Yoandy Leal       | Brasile |
| Miglior schiacciatore | Michał Kubiak     | Polonia |
| Miglior centrale      | Maurício de Souza | Brasile |
| Miglior centrale      | Mateusz Bieniek   | Polonia |
| Miglior libero        | Thales Hoss       | Brasile |